# Obština Ardino
Obština Ardino (bulharsky Община Ардино) je bulharská jednotka územní samosprávy v Kărdžalijské oblasti. Leží v jižním Bulharsku v jižní části Rodopů, na hranici mezi Východními a Západními Rodopy. Správním střediskem je město Ardino, kromě něj zahrnuje obština 51 vesnici. Žije zde přes 11 tisíc stálých obyvatel.

## Sídla
| - Achrjansko - Ardino (sídlo správy) - Avramovo - Baševo - Bistrogled - Bjal Izvor - Bogatino - Borovica - Brezen - Černigovo - Červena Skala - Čubrika - Ďadovci - Dedino - Dojranci - Dolno Prachovo - Eňovče - Gărbište | - Glavnik - Golobrad - Gorno Prachovo - Chromica - Iskra - Jabălkovec - Kitnica - Krojačevo - Latinka - Lenište - Levci - Ljubino - Mak - Mlečino - Musevo - Padina - Paspal - Pesnopoj | - Pravdoljub - Ribarci - Rodopsko - Rusalsko - Sedlarci - Sinčec - Spoluka - Srănsko - Star Čitak - Stojanovo - Suchovo - Svetulka - Tărna - Tărnoslivka - Temenuga - Žăltuša |

## Sousední obštiny
| Růžice kompasu | Banite         |          | Černoočene | Růžice kompasu |
| Růžice kompasu |                | Sever    | Kărdžali   | Růžice kompasu |
| Růžice kompasu | Obština Ardino |          | Kărdžali   | Růžice kompasu |
| Růžice kompasu | Jih            |          | Kărdžali   | Růžice kompasu |
| Růžice kompasu | Madan          | Nedelino | Džebel     | Růžice kompasu |

## Obyvatelstvo
V obštině žije 12 595 stálých obyvatel a včetně přechodně hlášených obyvatel 30 623. Podle sčítáni 1. února 2011 bylo národnostní složení následující:
- Turci: 6 585 (71.2 %)
- Bulhaři: 2 488 (26.9 %)
- ostatní: 179 (1.9 %)